# Bartłomiej Drągowski
Bartłomiej Drągowski, född 19 augusti 1997, är en polsk fotbollsmålvakt som spelar för grekiska Panathinaikos.

## Karriär
Den 10 augusti 2022 värvades Drągowski av Serie A-klubben Spezia, där han skrev på ett treårskontrakt. Den 19 januari 2024 lånades Drągowski ut till grekiska Panathinaikos på ett låneavtal över resten av säsongen 2023/2024. I juni 2024 skrev han sedan på ett fyraårskontrakt med Panathinaikos.